# Egyszínű hangyászrigó
Az egyszínű hangyászrigó (Myrmecocichla melaena)  a madarak osztályának verébalakúak (Passeriformes) rendjébe és a légykapófélék (Muscicapidae) családjába tartozó faj.

## Rendszerezése
A fajt Eduard Rüppell német természettudós írta le 1837-ben, a Saxicola nembe Saxicola melaena néven.

## Előfordulása
Afrika keleti részén, Eritrea és Etiópia területén honos. Természetes élőhelyei a szubtrópusi vagy trópusi sziklás területek. Állandó, nem vonuló faj.

## Megjelenése
Testhossza 20 centiméter.

## Természetvédelmi helyzete
Az elterjedési területe nagyon nagy, egyedszáma pedig stabil. A Természetvédelmi Világszövetség Vörös listáján nem fenyegetett fajként szerepel.